# Championnat du monde masculin de keirin
Le Championnat du monde de keirin masculin est le championnat du monde de keirin organisé annuellement par l'UCI dans le cadre des Championnats du monde de cyclisme sur piste.

## Historique
Le Keirin est devenu une épreuve du championnat du monde en 1980. C'est l'Australien Danny Clark qui en est le premier vainqueur devant le Français Daniel Morelon.
Le Britannique Chris Hoy détient le record de victoires dans cette épreuve (4) devant l'Allemand Michael Hübner et le Français Frédéric Magné qui l'ont gagnée trois fois.
Cette épreuve a été intégrée aux Championnats du monde de cyclisme sur piste en 1980 et elle se déroule en mode Open depuis 1993.

## Palmarès
| Édition | Or                      | Argent                        | Bronze                                        |
| ------- | ----------------------- | ----------------------------- | --------------------------------------------- |
| 1980    | Danny Clark (AUS)       | Daniel Morelon (FRA)          | Niels Fredborg (DEN)                          |
| 1981    | Danny Clark (AUS)       | Guido Bontempi (ITA)          | Chiyoshi Kubo (JPN)                           |
| 1982    | Gordon Singleton (CAN)  | Danny Clark (AUS)             | Toru Kitamura (JPN)                           |
| 1983    | Urs Freuler (SUI)       | Danny Clark (AUS)             | Gilbert Hatton (USA)                          |
| 1984    | Robert Dill-Bundi (SUI) | Ottavio Dazzan (ITA)          | Urs Freuler (SUI)                             |
| 1985    | Urs Freuler (SUI)       | Ottavio Dazzan (ITA)          | Masamitsu Takizawa (JPN) Dieter Giebken (RFA) |
| 1986    | Michel Vaarten (BEL)    | Dieter Giebken (RFA)          | Urs Freuler (SUI)                             |
| 1987    | Harumi Honda (JPN)      | Claudio Golinelli (ITA)       | Urs Freuler (SUI)                             |
| 1988    | Claudio Golinelli (ITA) | Ottavio Dazzan (ITA)          | Michel Vaarten (BEL)                          |
| 1989    | Claudio Golinelli (ITA) | Patrick Da Rocha (FRA)        | Masatoshi Sako (JPN)                          |
| 1990    | Michael Hübner (RDA)    | Michel Vaarten (BEL)          | Claudio Golinelli (ITA)                       |
| 1991    | Michael Hübner (GER)    | Claudio Golinelli (ITA)       | Fabrice Colas (FRA)                           |
| 1992    | Michael Hübner (GER)    | Stephen Pate (AUS)            | Frédéric Magné (FRA)                          |
| 1993    | Gary Neiwand (AUS)      | Marty Nothstein (USA)         | Toshimasa Yoshioka (JPN)                      |
| 1994    | Marty Nothstein (USA)   | Michael Hübner (GER)          | Federico Paris (ITA)                          |
| 1995    | Frédéric Magné (FRA)    | Michael Hübner (GER)          | Federico Paris (ITA)                          |
| 1996    | Marty Nothstein (USA)   | Gary Neiwand (AUS)            | Frédéric Magné (FRA)                          |
| 1997    | Frédéric Magné (FRA)    | Jean-Pierre van Zyl (RSA)     | Marty Nothstein (USA)                         |
| 1998    | Jens Fiedler (GER)      | Ainārs Ķiksis (LAT)           | Laurent Gané (FRA)                            |
| 1999    | Jens Fiedler (GER)      | Anthony Peden (NZL)           | Frédéric Magné (FRA)                          |
| 2000    | Frédéric Magné (FRA)    | Jens Fiedler (GER)            | Pavel Buráň (CZE)                             |
| 2001    | Ryan Bayley (AUS)       | Laurent Gané (FRA)            | Jens Fiedler (GER)                            |
| 2002    | Jobie Dajka (AUS)       | José Antonio Villanueva (ESP) | René Wolff (GER)                              |
| 2003    | Laurent Gané (FRA)      | Jobie Dajka (AUS)             | Non-attribuée                                 |
| 2004    | Jamie Staff (GBR)       | José Antonio Escuredo (ESP)   | Ivan Vrba (CZE)                               |
| 2005    | Teun Mulder (NED)       | Barry Forde (BAR)             | Shane Kelly (AUS)                             |
| 2006    | Theo Bos (NED)          | José Antonio Escuredo (ESP)   | Arnaud Tournant (FRA)                         |
| 2007    | Chris Hoy (GBR)         | Theo Bos (NED)                | Ross Edgar (GBR)                              |
| 2008    | Chris Hoy (GBR)         | Teun Mulder (NED)             | Chrístos Volikákis (GRE)                      |
| 2009    | Maximilian Levy (GER)   | François Pervis (FRA)         | Teun Mulder (NED)                             |
| 2010    | Chris Hoy (GBR)         | Azizulhasni Awang (MAS)       | Maximilian Levy (GER)                         |
| 2011    | Shane Perkins (AUS)     | Chris Hoy (GBR)               | Teun Mulder (NED)                             |
| 2012    | Chris Hoy (GBR)         | Maximilian Levy (GER)         | Jason Kenny (GBR)                             |
| 2013    | Jason Kenny (GBR)       | Maximilian Levy (GER)         | Matthijs Büchli (NED)                         |
| 2014    | François Pervis (FRA)   | Fabián Puerta (COL)           | Matthijs Büchli (NED)                         |
| 2015    | François Pervis (FRA)   | Edward Dawkins (NZL)          | Azizulhasni Awang (MAS)                       |
| 2016    | Joachim Eilers (GER)    | Edward Dawkins (NZL)          | Azizulhasni Awang (MAS)                       |
| 2017    | Azizulhasni Awang (MAS) | Fabián Puerta (COL)           | Tomáš Bábek (CZE)                             |
| 2018    | Fabián Puerta (COL)     | Tomoyuki Kawabata (JPN)       | Maximilian Levy (GER)                         |
| 2019    | Matthijs Büchli (NED)   | Yudai Nitta (JPN)             | Stefan Botticher (GER)                        |
| 2020    | Harrie Lavreysen (NED)  | Yuta Wakimoto (JPN)           | Azizulhasni Awang (MAS)                       |
| 2021    | Harrie Lavreysen (NED)  | Jeffrey Hoogland (NED)        | Mikhail Iakovlev (RUS)                        |
| 2022    | Harrie Lavreysen (NED)  | Jeffrey Hoogland (NED)        | Kevin Quintero (COL)                          |
| 2023    | Kevin Quintero (COL)    | Matthew Richardson (AUS)      | Shinji Nakano (JPN)                           |
| 2024    | Kento Yamasaki (JPN)    | Mikhail Iakovlev (ISR)        | Kevin Quintero (COL)                          |

## Bilan
Classement individuel
| Rang | Athlète           | Pays            | Or | Argent | Bronze | Ensemble |
| ---- | ----------------- | --------------- | -- | ------ | ------ | -------- |
| 1    | Chris Hoy         | Grande-Bretagne | 4  | 1      | 0      | 5        |
| 2    | Michael Hübner    | Allemagne       | 3  | 2      | 0      | 5        |
| 3    | Frédéric Magné    | France          | 3  | 0      | 3      | 6        |
| 4    | Harrie Lavreysen  | Pays-Bas        | 3  | 0      | 0      | 3        |
| 5    | Claudio Golinelli | Italie          | 2  | 2      | 1      | 5        |
| 6    | Danny Clark       | Australie       | 2  | 2      | 0      | 4        |
| 7    | Jens Fiedler      | Allemagne       | 2  | 1      | 1      | 4        |
| 7    | Marty Nothstein   | États-Unis      | 2  | 1      | 1      | 4        |
| 9    | François Pervis   | France          | 2  | 1      | 0      | 3        |
| 10   | Urs Freuler       | Suisse          | 2  | 0      | 3      | 5        |

Classement par pays
| Rang  | Pays               | Or | Argent | Bronze | Ensemble |
| ----- | ------------------ | -- | ------ | ------ | -------- |
| 1     | Allemagne          | 6  | 6      | 6      | 18       |
| 2     | Australie          | 6  | 6      | 1      | 13       |
| 3     | France             | 6  | 4      | 6      | 16       |
| 4     | Pays-Bas           | 6  | 4      | 4      | 14       |
| 5     | Grande-Bretagne    | 6  | 1      | 2      | 9        |
| 6     | Suisse             | 3  | 0      | 3      | 6        |
| 7     | Italie             | 2  | 6      | 3      | 11       |
| 8     | Japon              | 2  | 3      | 6      | 11       |
| 9     | Colombie           | 2  | 2      | 2      | 6        |
| 10    | États-Unis         | 2  | 1      | 2      | 5        |
| 11    | Malaisie           | 1  | 1      | 3      | 5        |
| 12    | Belgique           | 1  | 1      | 1      | 3        |
| 13    | Allemagne de l'Est | 1  | 0      | 0      | 1        |
| 13    | Canada             | 1  | 0      | 0      | 1        |
| 15    | Espagne            | 0  | 3      | 0      | 3        |
| 15    | Nouvelle-Zélande   | 0  | 3      | 0      | 3        |
| 17    | Afrique du Sud     | 0  | 1      | 0      | 1        |
| 17    | Barbade            | 0  | 1      | 0      | 1        |
| 17    | Israël             | 0  | 1      | 0      | 1        |
| 17    | Lettonie           | 0  | 1      | 0      | 1        |
| 21    | Tchéquie           | 0  | 0      | 3      | 3        |
| 22    | Danemark           | 0  | 0      | 1      | 1        |
| 22    | Grèce              | 0  | 0      | 1      | 1        |
| 22    | Russie             | 0  | 0      | 1      | 1        |
| Total | Total              | 45 | 45     | 45     | 135      |